# Living in the Material World
Living in the Material World je čtvrté sólové studiové album George Harrisona. Jeho nahrávání probíhalo na různých místech v období února a března 1971 a znovu od října 1972 do března 1973. Album produkoval Harrison a Phil Spector a vyšlo v květnu 1973 u vydavatelství Apple Records.

## Seznam skladeb
Autorem všech skladeb je George Harrison.
| Pořadí         | Název                                        | Délka |
| -------------- | -------------------------------------------- | ----- |
| 1.             | Give Me Love (Give Me Peace on Earth)        | 3:36  |
| 2.             | Sue Me, Sue You Blues                        | 4:48  |
| 3.             | The Light That Has Lighted the World         | 3:31  |
| 4.             | Don't Let Me Wait Too Long                   | 2:57  |
| 5.             | Who Can See It                               | 3:52  |
| 6.             | Living in the Material World                 | 5:31  |
| 7.             | The Lord Loves the One (That Loves the Lord) | 4:34  |
| 8.             | Be Here Now                                  | 4:09  |
| 9.             | Try Some, Buy Some                           | 4:08  |
| 10.            | The Day the World Gets 'Round                | 2:53  |
| 11.            | That Is All                                  | 3:43  |
| Celková délka: | Celková délka:                               | 43:55 |

## Obsazení
- George Harrison – zpěv, akustická kytara, elektrická kytara, dobro, sitár, doprovodný zpěv
- Nicky Hopkins – klavír, elektrické piano
- Gary Wright – varhany, harmonium, elektrické piano, cembalo
- Klaus Voormann – baskytara, kontrabas, tenorsaxofon
- Jim Keltner – bicí, perkuse
- Ringo Starr – bicí, perkuse
- Jim Horn – saxofon, flétna
- Zakir Hussain – tabla
- Leon Russell – klavír
- Jim Gordon – bicí, tamburína
- Pete Ham – akustická kytara